# Bojonggambir (plaats)
Bojonggambir is een bestuurslaag in het regentschap Tasikmalaya van de provincie West-Java, Indonesië. Bojonggambir telt 4760 inwoners (volkstelling 2010).